# Kautabak
Kautabak, auch Mundtabak oder Priem, ist ein Genussmittel, das aus verarbeitetem und mit Zusatzstoffen versetztem Tabak besteht, der im Mund gehalten oder gekaut wird. Der Hauptwirkstoff Nicotin wird über die Mundschleimhaut aufgenommen. Kautabak gehört mit Schnupftabak zu den rauchfreien Tabakwaren. Sein Genuss ist weltweit verbreitet.
Ähnliche, wie Kautabak ebenfalls Krebs verursachende Formen von Oraltabak, sind der vor allem in Skandinavien verbreitete Snus und der amerikanische Smokeless Tobacco.

## Herstellung
Ausgangsmaterial der Kautabakherstellung sind sehr nikotinhaltige Rohtabake, vor allem Kentucky, Rot Front-Korso, Geudertheimer, Pereg oder Pergeu. Amerikanischer Kautabak besteht überwiegend aus Zigarrentabak aus Pennsylvania und Wisconsin. Nach der Ernte werden die Blätter unterschiedlich lange gelagert und dann z. B. mehrere Wochen über Hartholzfeuer aufgehängt, wodurch der Tabak ein besonderes Aroma erhält, oder auch luftgetrocknet. Vor der weiteren Verarbeitung werden die getrockneten Blätter fermentiert. Manche Sorten werden anschließend bei einem Feuchtigkeitsgehalt von 8–12 % in luftdichte Holzfässer gepresst, wo sie zur Reifung nochmals einige Monate kühl und trocken lagern. Der Rohtabak ist dann bereit für die Verarbeitung zu Kautabak. Der Tabak wird anschließend in unterschiedlichen Geschmacksrichtungen soßiert. Die Soßen, in denen der Tabak getränkt wird, enthalten unter anderem Fruchtessenzen aus Apfelsinen, Zitronen, Pflaumen, Rosinen, Feigen sowie Honig, Traubenzucker, Kandissirup und Lakritze oder Mint-Menthol. Danach wird der Tabak – je nach Machart – lose, zu einem Riegel gepresst verpackt oder leicht getrocknet und mit einem Deckblatt zu einem langen Seil versponnen („Twist“). Stücke dieses Seils können nun zu Schnecken, Hufeisen etc. aufgerollt oder in Stücke geschnitten werden.

## Produkte

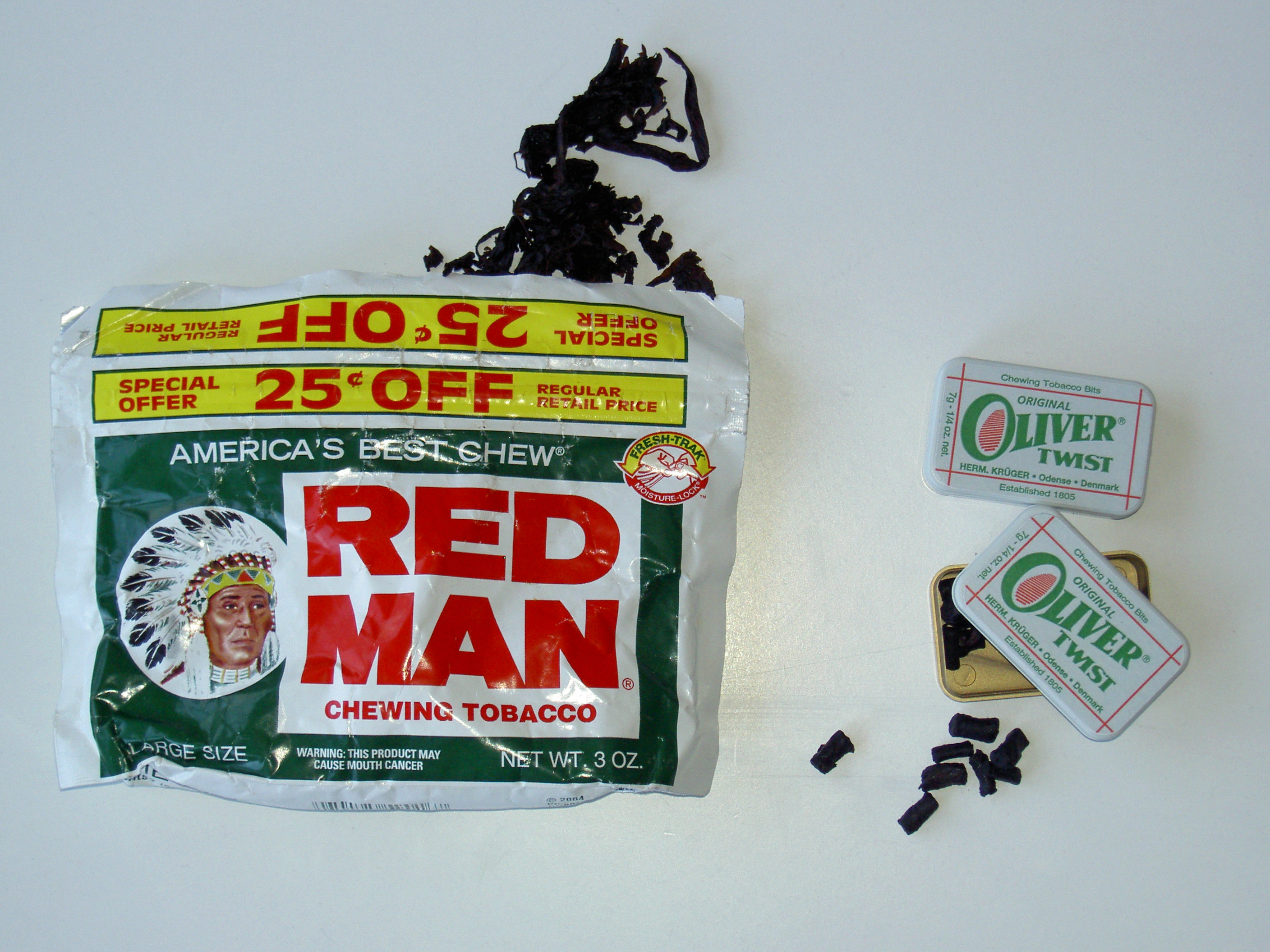
Die Kautabake Red Man und Oliver Twist

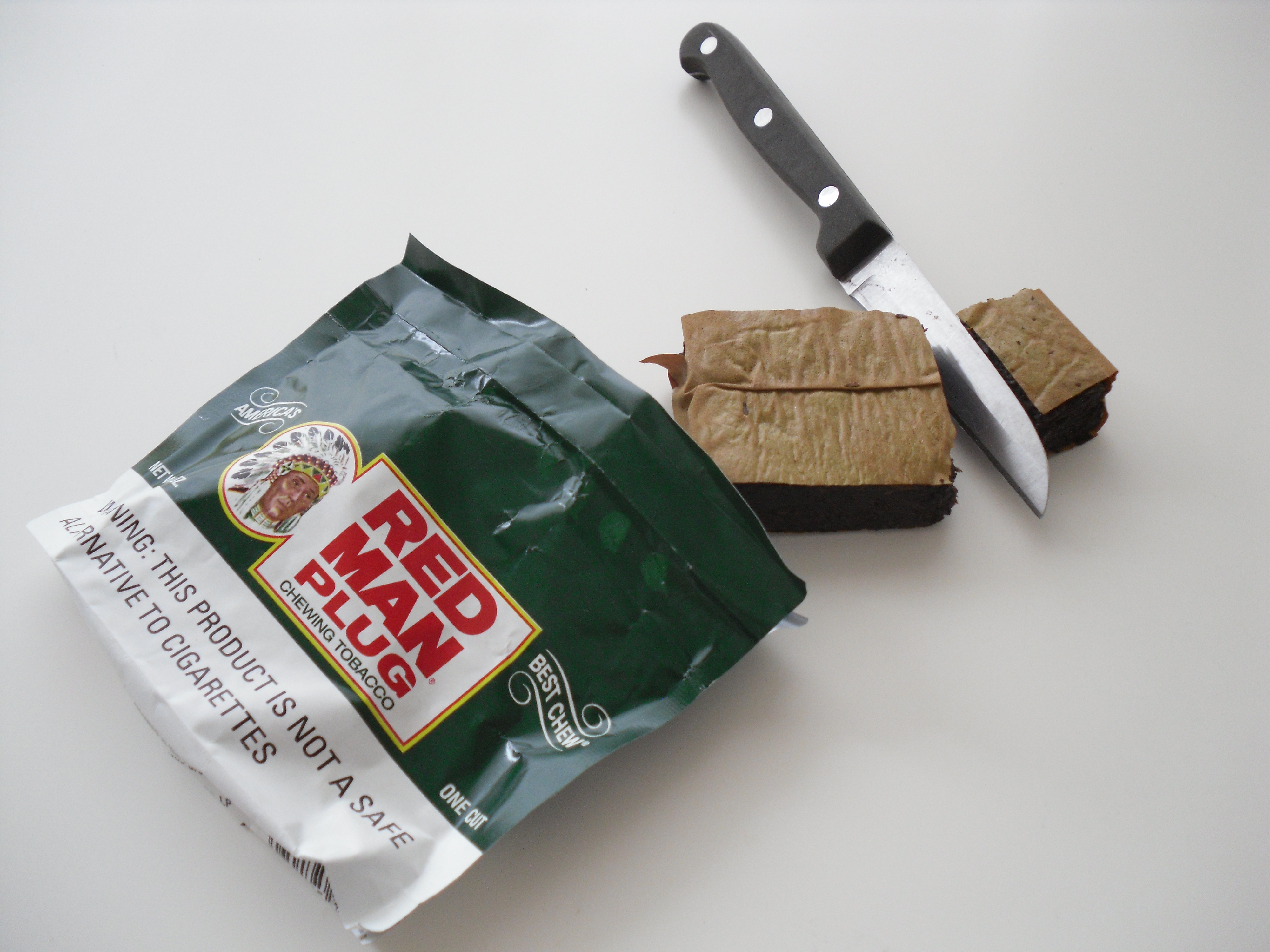
Zu einem Riegel gepresster Kautabak

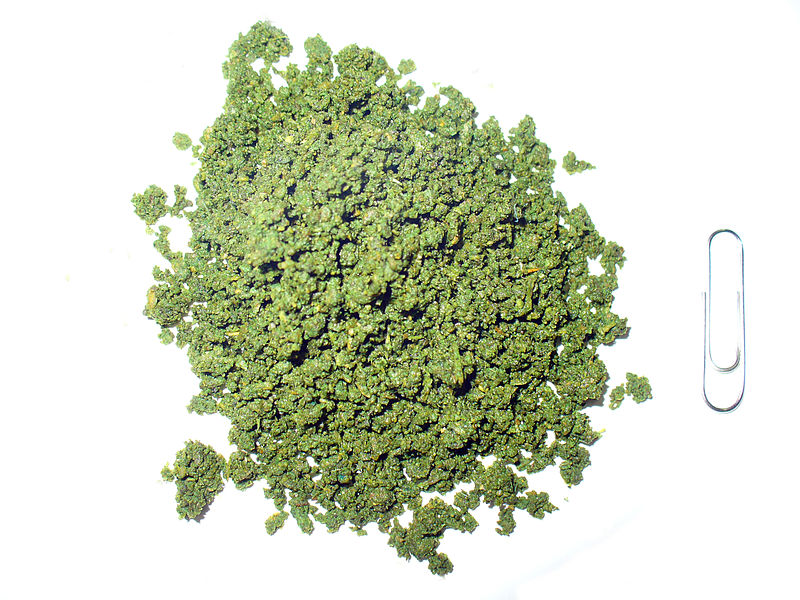
Naswar

Laut deutschem Tabaksteuergesetz vom 13. Dezember 1979 (BGBl. I, S. 2118) ist Kautabak ein „Tabak in Rollen, Stangen, Streifen, Würfeln oder Platten, der so zubereitet ist, dass er sich nicht zum Rauchen, sondern zum Kauen eignet“.
In Deutschland und Dänemark ist Kautabak vor allem als Rolle sowie als von langen Seilen abgetrennte Stückchen (Pastillen) beliebt. Die letzte deutsche Marke war Grimm & Triepel Kruse der letzten deutschen Kautabakfirma Grimm & Triepel Kruse-Kautabak in Witzenhausen bei Kassel, gegründet 1849 in Nordhausen. Nach dem Ende der Firma 2016 wird die neu aufgelegte Marke Grimm & Triepel mit den Produkten Kruse, Hanewacker und Fischerstift vom Günter Hartmann Tabakvertrieb aus Kempten angeboten.
Die Firma Dannemann brachte im Jahr 2016 unter der Marke Al Capone einen Kautabak in Beutelchen, sogenannte Chewing Bags, auf den Markt. Sie ähneln denen des Snus, unterscheiden sich jedoch in der Herstellung.
Oliver Twist ist ein beliebter Kautabak aus Dänemark, hergestellt von der Firma House of Oliver Twist A/S, gegründet vor über 200 Jahren. Dieser Tabak, früher von der Firma Grimm & Triepel Kruse importiert, wird inzwischen über die Firma Kohlhase & Kopp vertrieben.
In den USA werden ausschließlich loose leaf, also grob geschredderte Kautabakblätter, oder der plug, eine zum Riegel gepresste Form des Loose-Leaf-Tabaks, angeboten. Der größte Hersteller ist die Pinkerton Tobacco Inc. in Owensboro/Kentucky, dort werden u. a. Red Man und Southern Pride produziert. Pinkerton ist ein US-Tochterunternehmen von Swedish Match. Weitere amerikanische Marken sind Apple Jack, Beech Nut, Cannonball, Chattanooga, Cotton Ball, Days Work, Good Bite, Granger Select, Grizzly, King B, Lancaster, Levi Garrett, Mail Pouch und Red Horse.

## Geschichte

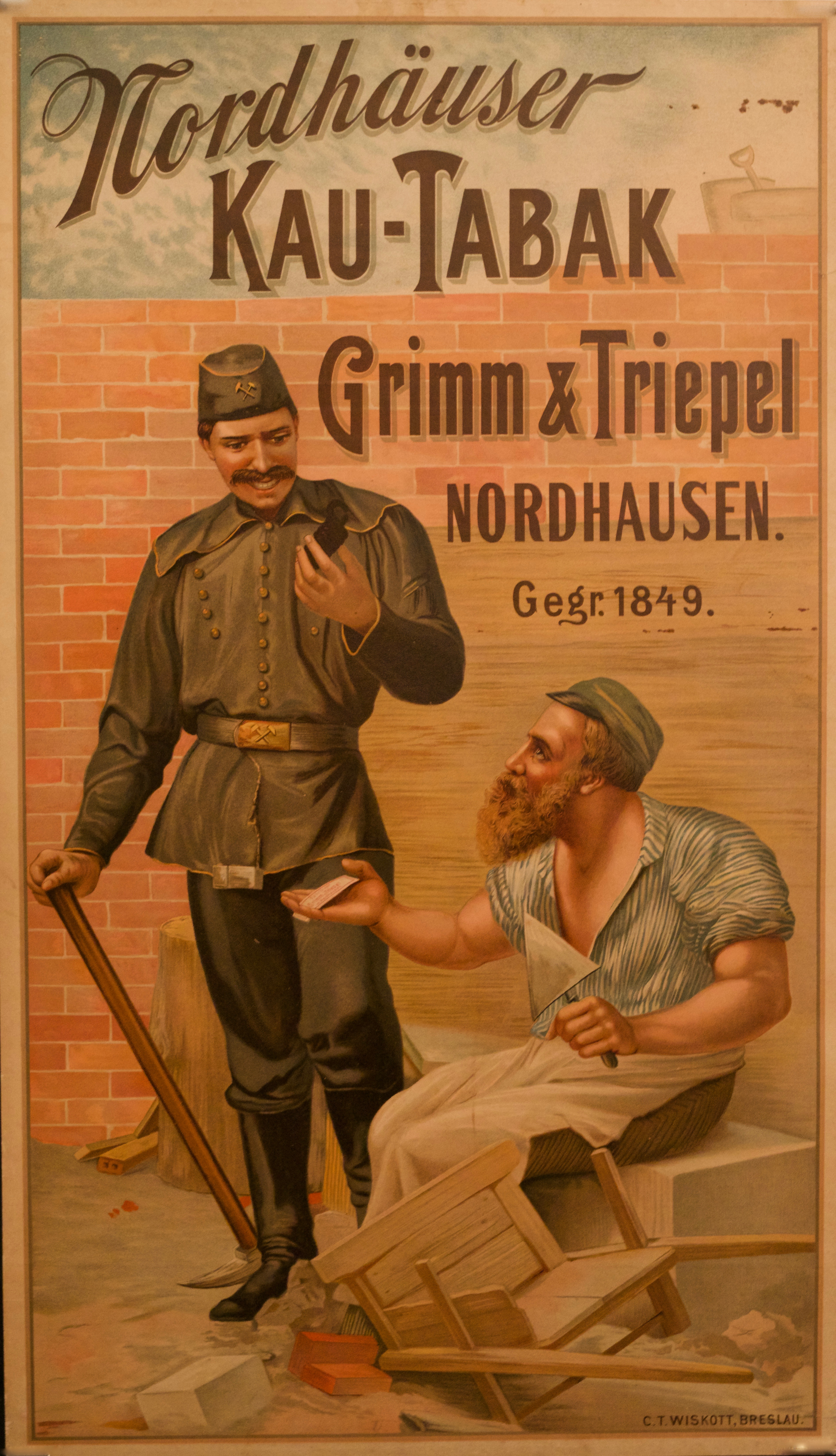
Historische Werbung von Grimm & Triepel Kruse-Kautabak

Historisch war Kautabak bei Seeleuten beliebt, da auf den hölzernen Segelschiffen aus Sicherheitsgründen (Brandgefahr) das Rauchen strikt verboten war. Christoph Columbus hatte bei seinen Entdeckungsreisen nicht nur die Tabakpflanze gefunden und nach Europa gebracht, sondern auch entdeckt, dass die Indianer Tabakkugeln kauten, die mit Muschelkalk versetzt waren. Daraus entwickelte sich dann der Kautabak.
Heute ist Kautabak besonders beliebt bei Baseballspielern der Major League Baseball (MLB), da Baseball eine der wenigen Sportarten ist, bei der es üblich ist, während des Spiels Kautabak zu kauen, besonders, weil der Großteil der Spieler die meiste Zeit des Spiels im Dugout auf ihren Einsatz warten. Dort wird Kautabak gerne genommen, um sich abzulenken, Nervosität abzubauen, aber auch, um dem Klischee zu entsprechen. Da Kautabak ein, wenn auch geringes, Gesundheitsrisiko birgt, hat ein Baseballprofi, auch wegen der Vorbildfunktion von Baseballprofis gegenüber Kindern, versucht, eine Alternative zum Kautabak zu schaffen. Das Ergebnis war „Big League Chew“, geschredderte Kaugummis, die lose, ähnlich dem Kautabak, in einer Tüte verpackt werden. Allerdings konnte sich dies bis dato nicht durchsetzen. Alternativ wird Kautabak von den Baseballspielern auch durch das Kauen von Sonnenblumenkernen ersetzt.

### Vertriebsverbote
In Österreich ist das Inverkehrbringen von Tabak zum oralen Verbrauch und Kautabak nach § 2 TNRSG verboten.
In Deutschland ist das Inverkehrbringen von Tabak zum oralen Verbrauch nach §11 des Tabakerzeugnisgesetzes verboten. Kautabak ist davon jedoch ausgenommen.

## Gebrauch
Kautabak wird nicht ausschließlich gekaut. Er wird meist in die Wange gelegt. Wenn Geschmack oder Wirkung des Tabaks nachlassen, wird er leicht mit den Zähnen ausgedrückt. Der Tabaksaft nikotinarmer Kautabake wird von manchen Konsumenten geschluckt. Bei sehr starken Tabaken kann es beim Verschlucken zu starker Übelkeit, verbunden mit Erbrechen, kommen. Früher gab es deshalb spezielle Spucknäpfe, um den Tabaksaft auszuspucken. Heute führen die meisten Konsumenten ihre eigenen Behälter für den Tabaksaft mit sich.
Der deutsche und dänische Kautabak sollte nicht mit den amerikanischen Sorten verwechselt werden, denn die ersten beiden Kautabakarten liegen als kleine Tabakpastillen im Mund und werden – sollte der Geschmack nachlassen – lediglich ein wenig angekaut.

## Gesundheit
Kautabak enthält wie alle Tabakprodukte Nikotin. Es ist wissenschaftlich nicht belegt, dass Nikotin selbst Krebs oder Herzerkrankungen verursacht. Kautabak enthält tabakspezifische Nitrosamine, die teilweise Carcinogene sind. Nitrosamine sind von Natur aus im Tabak enthalten. Die Menge der Nitrosamine im Endprodukt hängt stark von der Auswahl und Weiterverarbeitung des Tabaks ab. Die Verwendung von nitratarmem Rohtabak, Lufttrocknung, kurze Lagerzeiten, ein kontrollierter Fermentationsprozess sowie luftdichte Verpackung sind bei vielen Tabaken Standard und verringern den Nitrosamingehalt im Endprodukt.
Im Zuge der „Harm-Reduction“-Bewegung in den USA ist das Interesse an rauchlosem Tabak sowohl seitens der Konsumenten als auch seitens der Wissenschaft gestiegen. Es existieren inzwischen zahlreiche breit angelegte Studien und Metaanalysen, welche belegen, dass der Genuss von Kautabak und anderen rauchlosen Tabakprodukten (z. B. Dip) das Risiko für Mundhöhlenkrebs und viele andere Krebsarten erhöht.
Eine der angesehensten medizinischen Fachgesellschaften, das Royal College of Physicians, publizierte 2002 einen Artikel, in dem es feststellte, dass der Konsum von unverbranntem Tabak weit weniger schädlich ist als das Rauchen.
Vier große Metaanalysen haben alle bisherigen Studien zum Thema „Rauchloser Tabak und Gesundheit“ ausgewertet. Die erste stammt aus dem Jahr 2006. Sie kommt zu dem Ergebnis, dass der Konsum von Kautabak das Risiko für Mundhöhlenkrebs minimal erhöht. So ist das relative Risiko für Krebserkrankungen im Mund-/Rachenraum 1,2 und für Kehlkopfkrebs 1,3. Die Autoren fassen zusammen, dass der Konsum von rauchlosem Tabak – in jeder Form wie er in westlichen Zivilisationen konsumiert wird – das Risiko für Krebs der oberen Atemwege lediglich minimal erhöht.
Die zweite Metaanalyse ist aus dem Jahr 2008 und untersuchte den Zusammenhang zwischen rauchlosem Tabak und Krebs. Sie kommt zusammenfassend zu dem Schluss, dass das Krebsrisiko von Konsumenten rauchlosen Tabaks vermutlich geringer ist als das von Rauchern, aber größer als das von Menschen, die gar keinen Tabak konsumieren.
Ein drittes Review stammt von 2009. Hier wurde erneut der Zusammenhang zwischen rauchlosem Tabak und Krebs in Europa und Nordamerika untersucht. Auch diese Studie kommt zu dem Schluss, dass das Risiko für Mundhöhlenkrebs bei Kautabakkonsumenten minimal erhöht ist. Allerdings fand sich keine signifikante Erhöhung mehr für die Studien seit 1990.
Ein viertes Review aus dem Jahr 2011 wertete die beiden vorangegangenen aus. Es wurde zusammengefasst, dass rauchloser Tabak jeglicher westlicher Machart mit einem minimal erhöhten Risiko für Krebs- und Herz-Kreislauf-Erkrankungen assoziiert ist.
Beim Konsum von Kautabak entsteht kein Teer, der in der Lunge zu Ablagerungen führen kann. Häufig ist der Vergleich von rauchlosem Tabak und Zigarettenrauchen von Interesse. Derzeit wissenschaftlicher Stand der Dinge ist, dass rauchloser Tabakgenuss rund 99 % weniger riskant ist als das Zigarettenrauchen. Selbst das Worst-Case-Szenario ergibt ein rund 95 % geringeres Gesundheitsrisiko.